# Гуардеа
Гуардеа, Ґуардеа (італ. Guardea) — муніципалітет в Італії, у регіоні Умбрія,  провінція Терні.
Гуардеа розташована на відстані близько 85 км на північ від Рима, 60 км на південь від Перуджі, 30 км на захід від Терні.

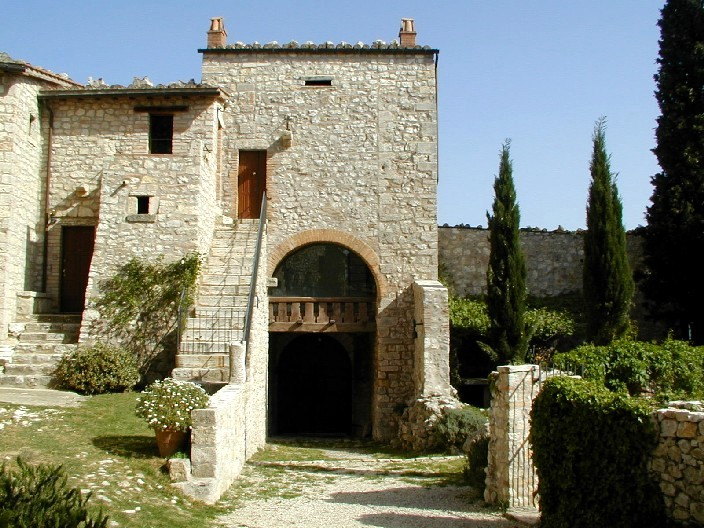

Населення — 1847 осіб (2014).

## Демографія
Населення за роками:

Станом на 1 січня 2023 року в муніципалітеті офіційно проживав 91 іноземець з 20 країн, серед них 34 громадяни країн Євросоюзу та 5 громадян України.

## Сусідні муніципалітети
- Альв'яно
- Амелія
- Авільяно-Умбро
- Чивітелла-д'Альяно
- Монтекастриллі
- Монтеккьо